# OpenIndiana
OpenIndiana – dystrybucja systemu operacyjnego illumos powstała po zerwaniu przez firmę Oracle współpracy ze społecznością zgromadzoną wokół OpenSolaris. Wersja początkowa systemu bazowała na oficjalnych źródłach Solarisa, ale twórcy zapowiedzieli odejście od źródeł udostępnianych przez Oracle. System dostępny jest na platformę i386, trwają pracę nad wersją na architekturę SPARC. Do pobrania są wersje instalacyjne oraz Live DVD i Live USB.
Nazwa OpenSolaris pozostała własnością firmy Oracle, więc społeczność nazwała nowy system OpenIndiana, co jest grą słów w nawiązaniu do Project Indiana (binarnej dystrybucji OpenSolaris, kierowanego przez Iana Murdocka projektu Sun Microsystems).